# 凯吕斯
凯吕斯（法語：Caylus，法語發音：[kajlys]）是法国奧克西塔尼大區塔恩-加龙省的一个市镇，属于蒙托邦区。

## 地理
凯吕斯（44°14'9"N, 1°46'15"E）面积97.45 平方千米，位于法国奧克西塔尼大區塔恩-加龙省，该省份为法国西南部内陆省份，北起顺时针与洛特省、阿韦龙省、塔恩省、上加龙省、热尔省和洛特-加龙省接壤。
与凯吕斯接壤的市镇（或旧市镇、城区）包括：埃斯皮纳、日纳勒、拉卡佩勒利夫龙、拉沃雷特、洛兹、穆亚克、皮拉罗克、圣安托南-诺布勒瓦勒。
凯吕斯的时区为UTC+01:00、UTC+02:00（夏令时）。

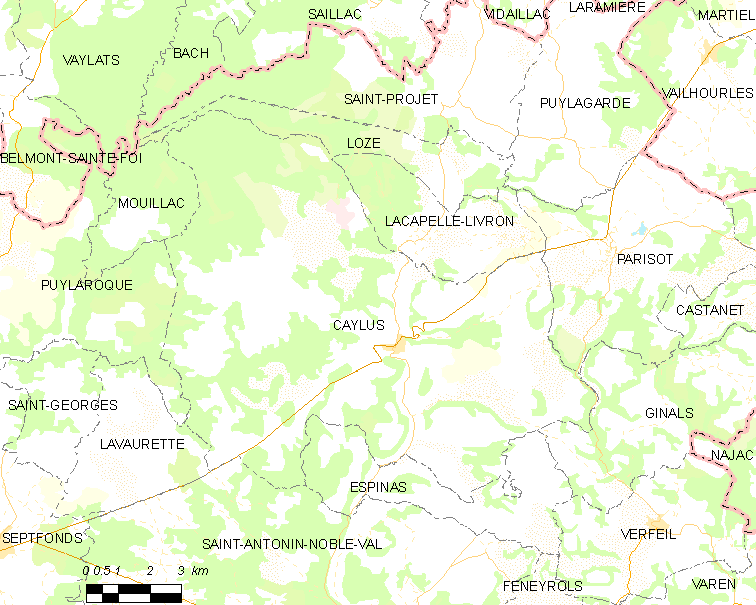
凯吕斯的OSM定位图

## 行政
凯吕斯的邮政编码为82160，INSEE市镇编码为82038。

## 政治
凯吕斯所属的省级选区为凯尔西-鲁埃格县。

## 人口

1962-2008年间凯吕斯人口变化图示

凯吕斯于2022年1月1日时的人口数量为1463人。

## 人物
- 古伯察，來華傳教士。